# Narcissus Cattus
Narcissus Cattus war ein antiker römischer Toreut (Metallbearbeiter), der wahrscheinlich in der zweiten Hälfte des 1. Jahrhunderts in Kampanien tätig war.
Narcissus ist heute nur noch aufgrund eines Signaturstempels auf einer Kasserolle aus Bronze bekannt. Diese wurde in einem Grabhügel in Vemmerlöfstorp in Schweden gefunden. Heute befindet sich das Stück im Staatlichen historischen Museum in Stockholm. Der Name ist nicht vollständig, er lautet Narcissus Catt, was im Allgemeinen zu Narcissus Cattus ergänzt wird, was aber nicht vollkommen sicher ist. Die Inschrift auf der Kasserolle lautet lateinisch NARCISS CATT, was zu (servus) Narciss(us) Catt(i) ergänzt wurde und auf Deutsch der Sklave Narcissus Catti bedeutet.

## Einzelbelege
1. ↑  Inventarnummer 8722:866; Richard Petrovszky: Studien zu römischen Bronzegefäßen mit Meisterstempeln. Leidorf, Buch am Erlbach 1993, S. 276–277, Nr. N.06.01.; CIL 13, 10036,63,63.

| Personendaten    | Personendaten                                                                               |
| ---------------- | ------------------------------------------------------------------------------------------- |
| NAME             | Narcissus Cattus                                                                            |
| ALTERNATIVNAMEN  | Cattus, Narcissus; Narcissus Catt[us]; Narcissus Catt; Catt[us], Narcissus; Catt, Narcissus |
| KURZBESCHREIBUNG | antiker römischer Toreut                                                                    |
| GEBURTSDATUM     | 1. Jahrhundert v. Chr. oder 1. Jahrhundert                                                  |
| STERBEDATUM      | 1. Jahrhundert oder 2. Jahrhundert                                                          |